# Actinotus omnifertilis
Actinotus omnifertilis är en flockblommig växtart som först beskrevs av Ferdinand von Mueller, och fick sitt nu gällande namn av George Bentham. Actinotus omnifertilis ingår i släktet Actinotus och familjen flockblommiga växter. Inga underarter finns listade i Catalogue of Life.